# Gnamptogenys haytiana
Gnamptogenys haytiana är en myrart som först beskrevs av Wheeler och Mann 1914.  Gnamptogenys haytiana ingår i släktet Gnamptogenys och familjen myror. Inga underarter finns listade i Catalogue of Life.